# Accident aérien de Menzelinsk
L'accident aérien de Menzelinsk est survenu le 10 octobre 2021 près de la ville de Menzelinsk, dans le Tatarstan, en Russie.
Immédiatement après avoir décollé de l'aérodrome local (en), l'avion L-410 appartenant à DOSAAF Russie a commencé à perdre de l'altitude et s'est écrasé au sol. 16 des 22 personnes à bord ont été tuées, dont les deux membres d'équipage et 14 parachutistes, tandis que 6 autres parachutistes ont survécu.

## Contexte

### Avion

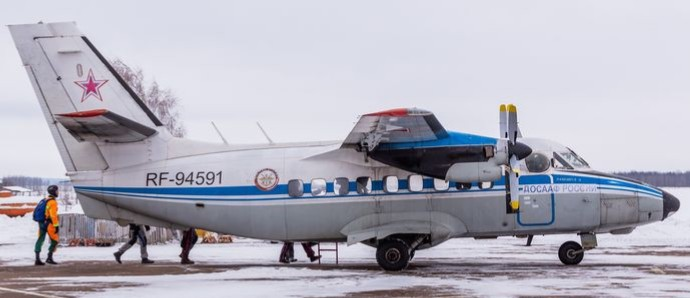
L'appareil en 2019.

L'avion a été fabriqué en avril 1987 (numéro de série 18-26) et portait le numéro de queue RF-94591. Il a commencé à opérer en 1987 dans les forces aériennes soviétiques, puis dans l'armée de l'air russe et en janvier 2014, il est entré dans DOSAAF Russie.

### Passagers et équipage
Au moment de l'accident, il y avait 22 personnes à bord. Parmi eux, le pilote Mikhail Belyaev, 60 ans, et le copilote Alexander Zykov, 61 ans, tous deux tués dans l'accident.

## Accident
L'avion décolle à 9 h 5, mais à une altitude d'environ 70 mètres, le moteur gauche tombe en panne. L'équipage a tenté de rebrousser chemin vers l'aérodrome. Cependant, à 9 h 11 heure de Moscou (12 h 11 UTC), l'avion s'est écrasé au sol dans une zone industrielle au sud-ouest de Menzelinsk et à environ 1 700 mètres du contrôle aérien de l'aéroport de Menzelinsk. Après avoir heurté le sol, il est entré en collision avec une voiture de GAZ, du bois de chauffage et un mur en béton armé, qui ont détruit le fuselage et les ailes mais aucun incendie n'a suivi.

## Enquête
La Direction centrale d'enquête interrégionale pour les transports du Comité d'enquête de Russie a ouvert une enquête sur l'accident. Une cause possible était une surcharge ou une panne de l'un des moteurs.

## Conséquences
Les travaux de sauvetage ont commencé sur le site de l'accident, qui ont été bientôt terminés. Au total, 47 personnes ont participé aux opérations de sauvetage. Le Centre d'entraînement des cosmonautes Youri-Gagarine a suspendu sa coopération avec l'aéroclub de Menzelinsk alors qu'il enquêtait sur les causes de l'accident d'avion. Il est prévu que les victimes de l'accident soient envoyées à Moscou pour y être soignées.
DOSAAF Russie a suspendu les vols de tous ses appareils utilisant le L-410. Un avion du même type, également exploité par DOSAAF pour l'entraînement au parachutisme, s'est écrasé en juin de la même année (en).

## Réactions

### Nationales
- L'avion Superjet 100 EMERCOM de Russie s'est rendu à Naberezhnye Chelny pour transporter les victimes à Moscou. À bord se trouvait le premier vice-ministre des Situations d'urgence, Alexander Chupriyan.
- Le président du Tatarstan (en) Roustam Minnikhanov a chargé de préparer des propositions pour fournir une assistance aux familles des personnes tuées et blessées dans l'accident et s'est rendu sur les lieux de la catastrophe. Le 11 octobre a été déclaré jour de deuil national au Tatarstan.

### Internationale
Le ministère des Affaires étrangères de l'Azerbaïdjan a exprimé ses condoléances à la suite de l'accident d'avion.